# Longanesi
Longanesi & C. est une maison d'édition italienne basée à Milan, fondée par Leo Longanesi en 1946.

## Histoire
Journaliste, critique littéraire, créateur de revues, directeur du magazine littéraire Omnibus de 1937 à 1939, Leo Longanesi (1905-1957) fonde à Milan en février 1946 avec l'aide de l'industriel chimiste piémontais Giovanni Monti une maison d'édition, appelée « Longanesi & C. S.p.A. ». Au départ, Monti avait pensé à Elio Vittorini comme directeur littéraire, mais, celui-ci, trop progressiste, fut écarté au profit de Longanesi. Monti avait acquis un stock important de papier dans les années 1943-1944, de couleur ivoire, qui devient la marque de fabrique de cette maison.
Longanesi s'entoure d'un comité de conseillers éditoriaux tels que Alberto Moravia, Emilio Cecchi. Son premier succès littéraire fut Tempo di uccidere (Un temps pour tuer) d'Ennio Flaiano (1947) qui décroche le prix Strega. Il fonde le magazine littéraire mensuel Il Libraio, inspiré de Omnibus, un format tabloïd composé en une typographie très soignée, mais qui prend fin en 1949.
En 1950, Monti impose à Longanesi la publication d'une revue très marquée à droite, Il Borghese (en), co-éditée avec la maison Rizzoli ; au fil des années, le ton monte entre les deux hommes et Longanesi finit par claquer la porte en 1956.
De 1957 à 1979, la maison est dirigée par l'écrivain Mario Monti (1925-1999), le fils de Giovanni Monti.
En 1977, Luciano Mauri, patron des Messaggerie Italiane rachète Longanesi. En 1979, Mario Spagnol (1930-1999), éditeur possédant une grande expérience, entre à la direction littéraire aux côtés de Mario Monti, et relance la marque qui s'était endormie depuis une dizaine d'années et avait accumulée un énorme passif. C'est lui qui, entre autres, découvre Tiziano Terzani, un journaliste d'investigation très lié au magazine allemand Der Spiegel.
Entre 1999 et 2005, Longanesi est progressivement intégré au groupe éditorial indépendant Mauri Spagnol.

## Catalogue
Parmi les auteurs du catalogue, on trouve : Isaac Bashevis Singer, William Golding, Michael Ende, Patrick Süskind, Jostein Gaarder, Wilbur Smith, Clive Cussler, James Patterson, Elizabeth George, Vikram Seth, Jung Chang, Arthur Golden, Iain Pears, Denis Guedj, Patrick O'Brian, Marion Zimmer Bradley, Susanna Clarke, Bernard Cornwell...
Et parmi les auteurs italiens, on peut citer : Tiziano Terzani, Sergio Romano, Federico Zeri, Piero Ottone, Piergiorgio Odifreddi, Luca Ricolfi, Matteo Collura, Alfio Caruso, Marta Morazzoni, Giuseppe Conte, Francesca Marciano, Marco Buticchi...